# Verva ActiveJet Pro Cycling Team
Verva ActiveJet Pro Cycling Team (código UCI: VAT) fue un equipo ciclista profesional polaco disuelto en 2017.

## Material ciclista
El equipo usaba bicicletas Trek.

## Clasificaciones UCI
El equipo participa en los circuitos continentales, principalmente en el UCI Europe Tour.

### UCI Europe Tour
| Temporada | Clasificación por equipos | Mejor corredor | Posición |
| 2013-2014 | 46.º                      | Paweł Franczak | 108.º    |
| 2015      | 31.º                      | Paweł Bernas   | 46.º     |
| 2016      | 25.º                      | Paweł Franczak | 143.º    |

## Palmarés
Para años anteriores, véase Palmarés del Verva ActiveJet

### Palmarés 2017

#### Circuitos Continentales UCI
| Fechas | Circuito | Carreras | Ganador      |
|        |          |          | Bandera de ? |

## Plantilla
Para años anteriores, véase Plantillas del Verva ActiveJet

### Plantilla 2016
| Nombre                | Nacimiento | Nacionalidad    | Equipo 2015             |
| Stanisław Aniołkowski | 20/01/1997 | Polonia         | Neoprofesional          |
| Norbert Banaszek      | 18/06/1997 | Polonia         | Neoprofesional          |
| Adrian Banaszek       | 21/10/1993 | Polonia         | Kolss-BDC Team          |
| Paweł Bernas          | 24/04/1990 | Polonia         | ActiveJet Team          |
| Łukasz Bodnar         | 10/05/1982 | Polonia         | ActiveJet Team          |
| Paweł Charucki        | 14/10/1988 | Polonia         | Domin Sport             |
| Paweł Cieślik         | 12/04/1986 | Polonia         | Whirpool Author         |
| Paweł Franczak        | 07/10/1991 | Polonia         | ActiveJet Team          |
| Kamil Gradek          | 17/09/1990 | Polonia         | ActiveJet Team          |
| Karel Hník            | 09/08/1991 | República Checa | Cult Energy Pro Cycling |
| Jonas Koch            | 25/06/1993 | Alemania        | Rad-Net Rose Team       |
| Michal Podlaski       | 13/05/1988 | Polonia         | ActiveJet Team          |
| Jiří Polnický         | 16/12/1989 | República Checa | Whirpool Author         |
| Jordi Simón           | 06/09/1990 | España          | Movistar Team Ecuador   |
| Adam Stachowiak       | 10/07/1989 | Polonia         | Kolss-BDC Team          |
| Daniel Staniszewski   | 05/05/1997 | Polonia         | Neoprofesional          |